# مارتی یروینن
مارتی یروینن (فنلاندی: Martti Järvinen؛ زادهٔ ۲۱ سپتامبر ۱۹۳۳) بازیکن فوتبال اهل فنلاند بود.
وی همچنین در تیم ملی فوتبال فنلاند بازی کرده‌است.